# National Film Award/Bester Dokumentarfilm
Die Gewinner des National Film Award in der Kategorie Bester Dokumentarfilm waren:
| Jahr | Film                                | Sprache           | Regisseur                     | Produzent                                |
| ---- | ----------------------------------- | ----------------- | ----------------------------- | ---------------------------------------- |
| 1982 | Faces After the Storm               | Englisch          | Prakash Jha                   |                                          |
| 1989 | Siddheshwari                        | Hindi             | Mani Kaul                     | Infrakino Film Prod. Films Division      |
| 1996 | Sham's Vision                       | Englisch          | Shaji N. Karun                |                                          |
| 1998 | In the Forest Hangs a Bridge        | Englisch          | Sanjay Kak                    | Sanjay Kak                               |
| 2000 | Rasikpriya                          |                   | Arun Vasant Khopkar           | Ministry of Foreign Affairs              |
| 2001 | Sonal                               | Hindi Englisch    | Prakash Jha                   | Films Division                           |
| 2003 | War and Peace Kaya Poochhe Maya Se  | Englisch Hindi    | Anand Patwardhan Arvind Sinha | Anand Patwardhan Arvind Sinha            |
| 2004 | Girni                               | Marathi           | Umesh Vinayak Kulkarni        | Tripurari Sharan (FTII)                  |
| 2005 | Riding Solo to the Top of the World | Englisch          | Gaurav A. Jani                | Gaurav A. Jani P. T. Giridhar Rao        |
| 2006 | Bishar Blues                        |                   | Amitabh Chakraborty           | Amitabh Chakraborty                      |
| 2007 | Hope Dies Last in War               | Englisch Hindi    | Supriyo Sen                   | Supriyo Sen                              |
| 2008 | AFSPA 1958                          | Manipuri Englisch | Haobam Paban Kumar            | Haobam Paban Kumar Bachaspatimayun Sunzu |

Derzeit erhalten Produzent und Regisseur des Gewinnerfilms je einen Swarna Kamal und ein Preisgeld von 100.000 Rupien.